# Valørdato
 Der er for få eller ingen kildehenvisninger i denne artikel, hvilket er et problem. Du kan hjælpe ved at angive troværdige kilder til de påstande, som fremføres i artiklen.

Valørdato er i banksammenhæng 
den dato, hvor en saldoændring har rentemæssig virkning fra. Danske banker har traditionelt ladet indsatte penge have valørdato på den følgende bankdag, mens hævede midler renteberegnes samme dag. Hvis man således (evt. ved en fejl) hæver et beløb på sin bankkonto og indsætter det igen med det samme, mister man én dags renter.

## Etymologi
Ordet "valør" kommer fra det franske valeur eller latinske valor og betyder værdi.

## Historie
Valørdage stammer fra tidligere tider hvor man rent fysisk skulle transportere sedler og mønter rundt når der skulle overføres penge. Nu om dage foregår det hele digitalt, så en pengeoverførsel kan foregå på næsten ingen tid. Hovedårsagen til at valørdagene er blevet bevaret, er at banker og pengeinstituter tjener rentepenge i det tidsrum valørdagene varer.

## Kritik
Valørdagene har vakt irritation hos mange kunder, men forbrugerombudsmanden har uden held forsøgt at få dem fjernet. 